# Єфремов Олександр Сергійович
Олекса́ндр Сергі́йович Єфре́мов (22 серпня 1954 , Ворошиловград ) — колишній український політик, державний діяч російського походження, 1-й заступник лідера Партії регіонів, народний депутат України (2006—2014), голова фракції Партії регіонів у ВРУ (2010—2014).
14 лютого 2015 року, затриманий Генпрокуратурою України спільно з СБУ за звинуваченням у державній зраді.
30 липня 2016 року повторно затриманий ГПУ за підозрою в посяганні на територіальну цілісність України. 2022 року втік із України до Росії.

## Життєпис
Народився 22 серпня 1954 року в Ворошиловграді (нині — Луганськ).

### Освіта
Ворошиловградський машинобудівний інститут (1973—1978), інженер-механік, «Гідравлічні машини і засоби автоматики».
Київський інститут політології та соціального управління (1990—1992), політолог, «Теорія соціально-політичних відносин».
Нострифікаційний комітет при Міжнародній кадровій академії (1996), маґістр економічний наук; кандидатська дисертація «Забезпечення стійкості регіональних виробничих систем» (Східноукраїнський національний університет, 2000).

### Кар'єра
- 1978 — інженер-технолог, Верстатобудівний завод, Луганськ.
- Жовтень 1978 — квітень 1980 — заступник командиру взводу, в/ч 68302, Київський ВО.
- 1980–1983 — 1-й секретар Ленінського РК ЛКСМУ Луганська.
- 1983–1987 — 1-й секретар Луганського МК ЛКСМУ.
- 1987–1989 — заступник начальника цеху Верстатобудівного заводу.
- 1989–1991 — секретар парткому Верстатобудівного заводу.
- 1991–1996 — директор МСП «Мега ЛТД», Луганськ.
- 1996–1997 — голова правління комерційного банку «Укркомунбанк».
- 1997–1998 — заступник голови Луганської облдержадміністрації[7].

### Політика
7 квітня 1998 — 27 січня 2005 — голова Луганської облдержадміністрації. Державний службовець 1-го рангу.
Обраний депутатом Луганської облради (квітень 2006).
Голова Луганського регіонального відділення Партії регіонів (з листопада 2005).
Народний депутат України 5-го скликання з квітня 2006 від Партії регіонів, № 19 в списку. На час виборів: президент Луганського регіонального відділення УСПП. Голова Комітету з питань Регламенту, депутатської етики та забезпечення діяльності Верховної Ради України (з липня 2006), заступник голови фракції Партії регіонів (з травня 2006).
Народний депутат України 6-го скликання з листопада 2007 р., обраний за списками Партії регіонів.
У квітні 2011 р. Єфремов заявив, що Джордж Сорос виділив кошти на підготовку в Україні проєктів «за варіантом північної Африки»: «Сьогодні світ інформаційно сильно забезпечений, і можна тільки за допомогою інтернету „розігнати“ будь-яку інформацію. У мене навіть є дані, що і Сорос виділив певні кошти для того, щоб підготувати у нас в Україні певну групу молодих хлопців, які могли б за варіантом північної Африки запускати будь-які проєкти, які є.».

### Євромайдан

Країни, в яких Єфремов під санкціями

3 грудня 2013 р. Єфремов заявив, що «на Майданах серйозні питання не вирішуються, там можна тільки розпалити людей, вони вирішуються за столом переговорів за участю професіоналів».
16 січня 2014 року Єфремов як голова фракції Партії регіонів голосував за Закони про диктатуру і наголосив, що голосування депутатів руками за ці нормативні акти є законним.
23 лютого 2014 року Єфремов оприлюднив від імені фракції заяву, в якій усю відповідальність за ситуацію в Україні поклав на тоді ще президента Януковича та його оточення:
|  | Мы, фракция Партии Регионов в Верховной Раде Украины и наши однопартийцы, решительно осуждаем преступные приказы, приведшие к человеческим жертвам, к пустой казне, огромным долгам, позору в глазах украинского народа и всего мира, в результате чего наша страна оказалась на краю пропасти, угрозы раскола и потери национального суверенитета. |

16 грудня 2019 Печерський суд Києва закрив кримінальну справу щодо Єфремова за звинуваченням у голосуванні за Диктаторські закони.

### Подальша діяльність
4 березня 2014 р. на засіданні Ради Луганської обласної організації ПР Єфремов заявив: «Не відмовляючись від принципового ставлення до необхідності захисту рідної мови, необхідності проведення децентралізації влади та бюджетного федералізму, ми повинні розуміти, що ці та інші завдання стають здійсненними при досягненні головного — федеративного устрою України».

## Оцінка діяльності
Під час керівництва Єфремовим Луганською областю протягом липня-серпня 1998 року під стінами очолюваної ним Луганської облдержадміністрації відбувався масовий пікет гірників з краснодонських шахт імені Баракова, «Дуванної», «Краснодарської-Південної» та «Суходольської-Східної» з вимогою погасити їм заборгованість по зарплаті за 2,5 роки. Проти учасників мирної акції 24 серпня 1998 року (на День незалежності України) вперше в незалежній Україні правоохоронцями та «Беркутом» були застосовані спецзасоби, а саме кийки та сльозогінний газ. 14 грудня того ж року о 4-ій годині ранку гірник Олександр Михалевич на знак протесту проти таких дій влади та знущань з боку адміністрації шахти імені Баракова, котра не виплачувала працівникам зарплату з 1996 року, здійснив акт самоспалення.
За час керівництва Єфремовим Луганською областю смертність в регіоні перевищила народжуваність в 3 рази, Луганщина стала лідером серед усіх областей за рівнем бідності. В області було зафіксовано найвищий показник заборгованості по заробітній платі. Обсяги виробництва в тіньовому секторі перевищили 60 %. В області почали вимирати цілі міста, населення яких становило сотні тисяч. Безробіття і бідність створили ідеальні умови для поширення епідемій ВІЛ/СНІДу, туберкульозу та гепатиту.
Належить до групи ключових бійців-«регіоналів», ані на крок не відступає від основних пунктів генеральної лінії партії, зокрема в питаннях державної мови, вступу України до НАТО, взаємодії з опонентами в період загострення політичної ситуації в країні.
З моменту приходу до парламенту Олександр Єфремов виступає як один зі спікерів Партії регіонів. Як відзначив навесні 2008-го року відомий політолог Володимир Фесенко, на роль «нового Кушнарьова екс-губернатор Луганщини поки що не претендує через брак драйву, але у „регіоналів“ в публічній сфері наразі помітний вакуум, отже симпатії прибічників можуть схилитися і на бік цього політика».
У 2010 Єфремов виступив у ролі співавтора законопроєкту «Про мови» № 1015-3, який наразився на гостру критику зі сторони науковців, політиків та громадськості. Ряд громадських організацій заснували громадянську кампанію «Займіться ділом, а не язиком!», що поставила собі на меті не допустити ухвалення законопроєкту у ВРУ.

## Сепаратизм та тероризм
За даними журналістських розслідувань, донецькими і луганськими озброєними сепаратистами, які захопили на початку квітня 2014 року донецьку та луганську ОДА і низку інших будівель та частково замінували їх і, за твердженням СБУ, утримували понад 60 заручників, керували люди Ріната Ахметова і Єфремова Єфремов це заперечив і заявив, що стримує сепаратистів від радикальних дій.
На початку квітня 2014 Держфінмоніторинг заблокував рахунки Єфремова за «фінансування тероризму».
Колишній роботодавець першого ватажка ЛНР Валерія Болотова.

## Кримінальна справа

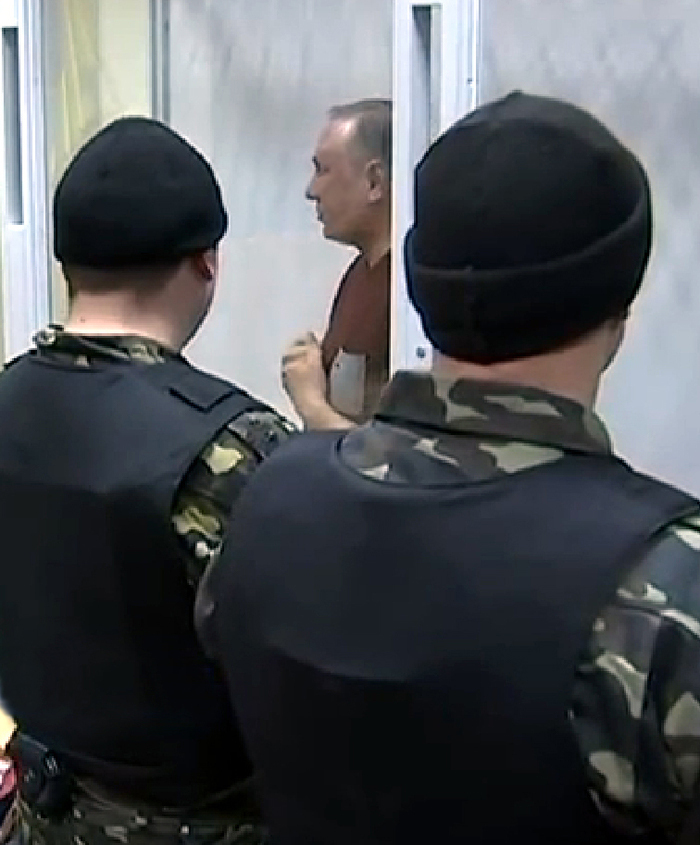
Єфремов у Печерському суді Києва під час обрання запобіжного заходу, лютий 2015

В кінці липня 2014 року ГПУ кримінальну справу щодо Єфремова за фактом зловживання владою, здійснення тиску на службових осіб «Луганськвугілля» під час закупівлі послуг з монтажу гірничошахтного устаткування та низьковольтної апаратури, внаслідок чого підприємство уклало договори із підконтрольними Єфремову компаніями за втричі завищеними цінами, що спричинило тяжкі наслідки державі. Попередня кваліфікація кримінального правопорушення — ч. 2 ст. 364 ККУ. Затриманий 14 лютого 2015 року ГПУ з СБУ.
20 жовтня 2015 року ГПУ передала до суду обвинувальний акт проти Єфремова.
У березні ГПУ закрила провадження проти Єфремова, відкрите за підозрою в розпалюванні міжнаціональної ворожнечі (ухвала Печерського суду 24 березня 2016 року). 30 липня 2016 року Генеральна прокуратура України затримала Олександра Єфремова за підозрою в посяганні на територіальну цілісність України. Єфремов був затриманий в аеропорту «Бориспіль» при спробі вилетіти до Відня (Австрія), де проживає його син Ігор.
30 липня 2016 року був вдруге затриманий за дорученням нового генерального прокурора Юрія Луценка «за підозрою в зазіханні на територіальну цілісність і недоторканість України». 1 серпня Печерський районний суд Києва ухвалив рішення про арешт Єфремова на 2 місяці. 10 серпня 2016 року Апеляційний суд Києва визнав законним і залишив чинним запобіжний захід у вигляді арешту для Олександра Єфремова. 24 листопада 2016 року Печерський районний суд Києва продовжив арешт Олександра Єфремова до 22 січня 2017 року. 14 квітня Старобільський районний суд Луганської області продовжив арешт до 12 червня 2017 року
22 липня Київський апеляційний суд звільнив з-під варти Єфремова. Йому було змінено міру запобіжного заходу на цілодобовий домашній арешт.
18 вересня 2019 року Старобільський суд Луганської області скасував цілодобовий домашній арешт Єфремова.
2022 року, після повномасштабного вторгнення РФ Єфремов утік до Москви через Словаччину.

## Нагороди
- Орден князя Ярослава Мудрого V ст. (2010)[46] — позбавлення у 2024[47]
- Орден «За заслуги» I ст. (серпень 2004)[48], II ст. (вересень 2003)[49], ІІІ ст. (серпень 2001)[50] — позбавлення у 2024[47]
- Нагрудний знак Держстандарту України «За заслуги в стандартизації, метрології та сертифікації» (жовтень 1999).
- Орден Св. Рівноапостольного князя Володимира II ст. (травень 2000).

22 листопада 2024 року позбавлений державних нагород України та інших форм відзначення згідно Указу Президента.

## Власність
- «Укркомунбанк»
- ПП «Портекс»
- ТОВ «Індекспром»

## Сім'я
- Батько: Сергій Серафимович (* 1932).
- Мати: Надія Стефанівна (* 1930).
- Дружина: Лариса Олексіївна (* 1959), помічник голови правління АБ «Укркомунбанк»
- Син: Ігор (* 1978), менеджер.

## Інше
Захоплення: книги, коні, історія рідного краю.
Не володіє українською мовою або свідомо її ігнорує.
28 лютого 2014 уряди Австрії й Швейцарії оголосили про арешт його активів з метою запобігання ризику незаконного привласнення фінансових активів української держави.